# Spanischer Name

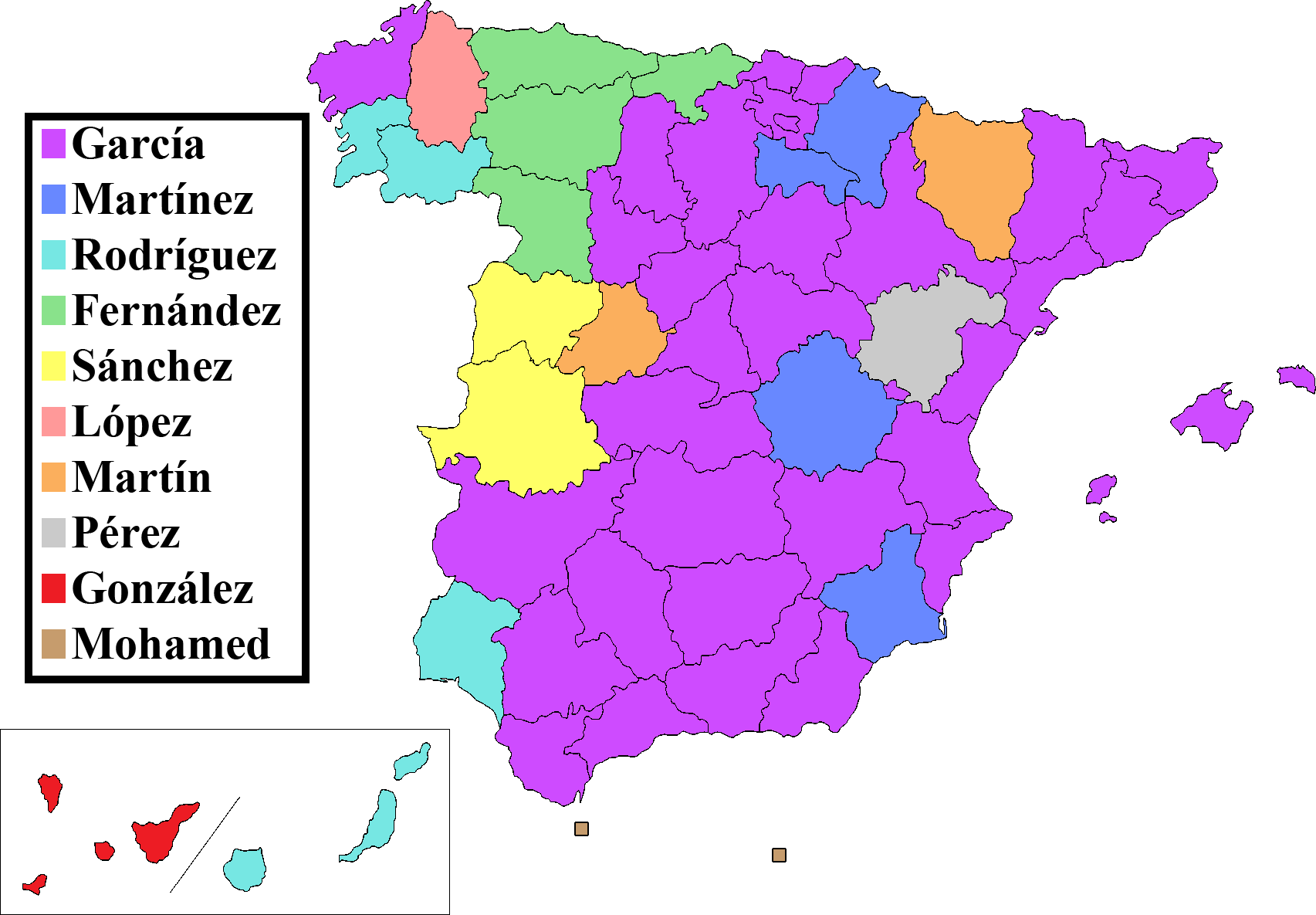
Spanische Namen: Häufigster Familienname nach Provinz

Dieser Artikel über spanische Namen befasst sich mit den in der Spanisch sprechenden Welt gebräuchlichen Vor- und Nachnamen und ihrer Verbreitung sowie den dort angewandten grundlegenden Gebräuchen und Regeln der Namensbildung und Namensführung von Personen.

## Grundsätzliches zu Namensführung und -gebrauch
Ein spanischer Personenname besteht aus einem oder mehreren Vornamen, nombre („Name“) oder nombre de pila (wörtlich „Taufname“) genannt, und im Regelfall zwei Nachnamen, so genannte apellidos (wörtlich „Rufnamen“). Der zweiteilige Nachname, der insgesamt ebenfalls apellido („Rufname“) genannt wird, setzt sich aus dem Vatersnamen (Patronym) und dem Muttersnamen (Matronym) zusammen. Beide Namen werden ohne Bindestrich zusammengefügt, im standesamtlichen und gelegentlich im sehr formellen Gebrauch auch mit der Konjunktion y („und“) verbunden, was eigentlich ein Adelsprädikat ist.
Die neutrale und förmliche Anrede erfolgt bei Frauen und Männern gleichermaßen mit „Señora“ (Frau) bzw. „Señor“ (Herr) plus erstem Nachnamen. Als Höflichkeitsanrede benutzt man in Spanien allerdings häufiger den Vornamen mit einem vorangestellten „Doña“ (Frau) bzw. „Don“ (Herr). Dies ist auch im schriftlichen, besonders auch amtlichen Gebrauch üblich, wobei auf den Vornamen die Nachnamen folgen können. Auch in anderen spanischsprachigen Ländern ist die Anrede mit Don plus Vornamen (und ggf. Nachnamen) noch üblich (beispielsweise in Chile), die dagegen andernorts (beispielsweise in Venezuela) als Hispanizismus oder als zu aristokratisch wahrgenommen wird. In manchen lateinamerikanischen Ländern, besonders Mexiko, wird anstelle der Anreden „Herr“ und „Frau“ vor allem im amtlichen Gebrauch nur die egalisierende Anrede mit „Bürger“ oder „Bürgerin“ (ciudadano/-a) plus Vor- und Nachname verwendet.
Im Alltag wird nur ein Nachname verwendet, normalerweise der erste. Personen, deren erster Nachname sehr häufig ist, werden zur besseren Unterscheidung mit ihrem zweiten Nachnamen bezeichnet (so zum Beispiel der ehemalige spanische Ministerpräsident José Luis Rodríguez Zapatero). Dieser Usus gilt auch für Zitierregeln im wissenschaftlichen Sprachgebrauch und wird auch in fremdsprachigen (deutschen, englischen) Publikationen für Autoren mit spanischen Namen angewandt. Im formellen Schriftverkehr und in amtlichen Angelegenheiten werden stets beide Namensteile in der korrekten Reihenfolge benutzt.
Bis vor einigen Jahren erhielt man in Spanien als ersten Nachnamen den ersten Nachnamen des Vaters (Vatersname), der dessen väterliche Abstammungslinie fortsetzt, und als zweiten Nachnamen den ersten Nachnamen der Mutter, der deren väterliche Abstammung kennzeichnet. Nach einer Gesetzesänderung im Jahr 1999 können spanische Eltern die Reihenfolge heute jedoch frei wählen. Volljährige können seitdem in Spanien auch nachträglich eine Änderung der Reihenfolge beantragen. Mit Änderung einer Verwaltungsvorschrift im Juni 2017 wurde die ausdrückliche Wahl der Eltern zur Regel, sodass eine stillschweigende Fortgeltung der patrilinearen Nachnamensweitergabe in Spanien jetzt ausgeschlossen ist.
Die Namensführung in der spanischsprachigen Welt ist von Veränderungen des Familienstands weitgehend unabhängig. Der zweigliedrige Nachname ist in der Regel individuell und unveränderlich, Eheleute behalten nach der Heirat also ihre Geburtsnamen; einen gemeinsamen Familiennamen für Ehepaare und deren Kinder gibt es nicht. Allerdings kann in vielen Ländern der erste Nachname des Ehegatten dem eigenen ersten Nachnamen verbunden mit einem de („von“) nachgestellt werden. Solche Heiratsnamen sind in weiten Teilen Lateinamerikas für Ehefrauen üblich, muten aber in Spanien selbst heute veraltet an.

## Vornamen,nombres de pila

### Weibliche Vornamen
Der verbreitetste weibliche Vorname ist María. Mehr als ein Viertel der weiblichen Bevölkerung Spaniens führt in irgendeiner Form diesen Vornamen. Er erinnert an Maria, die Mutter Jesu, die als Muttergottes besonders im römisch-katholischen Christentum verehrt wird. Der Name María ist in der Regel mit einem Marientitel oder Beinamen verbunden, sodass die meisten Trägerinnen nicht einfach nach Maria, sondern nach einer bestimmten marianischen Anrufung bzw. einem bestimmten Gnadenort oder Heiligtum benannt sind. Typische Beispiele sind María de los Ángeles (Unsere Liebe Frau von den Engeln), María de la Anunciación (nach der Verkündigung des Herrn), María del Carmen (nach Unserer Lieben Frau vom Berge Karmel), María de la Concepción (Mariä Empfängnis), María del Consuelo (Trösterin der Betrübten), María de los Dolores (nach der Mater Dolorosa), María Inmaculada (Unbefleckte Empfängnis), María de los Mercedes (Maria vom Loskauf der Gefangenen), María del Montserrat (Unsere Liebe Frau von Montserrat), María del Pilar (Unsere Liebe Frau auf dem Pfeiler), María del Rosario (Unsere Liebe Frau vom Rosenkranz), in jüngerer Zeit auch María de Lourdes oder María de Fátima (nach den Marienerscheinungen in Lourdes und Fátima). Als Rufname wird überwiegend nicht María, sondern der jeweilige Zusatz verwendet (also Carmen, Dolores, Pilar, Lourdes usw.). Die Beinamen werden daher heute auch als eigenständige Vornamen vergeben. So führten zum 1. Januar 2017 in Spanien ca. 660.000 Mädchen und Frauen den zusammengesetzten Namen María (del) Carmen, aber auch ca. 400.000 den Einfachnamen Carmen. In manchen Fällen überwiegt auch die alleinige Namensgebung, so im Fall des Namens Consuelo, der in Südamerika verbreitet ist und sehr häufig ohne den Bestandteil María geführt wird.
Eine Auffälligkeit liegt darin, dass viele weibliche Vornamen im Spanischen aus einem grammatikalisch männlichen Substantiv bestehen, neben schon genannten Namen wie Consuelo („Trost“), Pilar („Säule“) oder Rosario („Rosenkranz“) etwa auch der Name Sagrario („Tabernakel“). Wie andere verbreitete (allerdings grammatikalisch weibliche) Frauennamen, z. B. Encarnación („Fleischwerdung“) oder Asunción („Mariä Himmelfahrt“), bezeichnen alle diese Namen katholische Festgeheimnisse, werden nur an Mädchen vergeben und besitzen kein männliches Gegenstück.
Die zehn häufigsten weiblichen Vornamen sind (Stand: 1. Januar 2017):
| Genauer Name (Einfachname oder bestimmte Namenskombination) | Genauer Name (Einfachname oder bestimmte Namenskombination) | Genauer Name (Einfachname oder bestimmte Namenskombination) | Einzelner Name (als Einfachname oder als Bestandteil einer Namenskombination verwendet) | Einzelner Name (als Einfachname oder als Bestandteil einer Namenskombination verwendet) | Einzelner Name (als Einfachname oder als Bestandteil einer Namenskombination verwendet) |
| Name                                                        | Häufigkeit                                                  | Häufigkeit                                                  | Name                                                                                    | Häufigkeit                                                                              | Häufigkeit                                                                              |
| Name                                                        | absolut                                                     | relativ (in ‰)                                              | Name                                                                                    | absolut                                                                                 | relativ (in ‰)                                                                          |
| María Carmen                                                | 660.635                                                     | 27,8                                                        | María                                                                                   | 6.224.392                                                                               | 262,2                                                                                   |
| María                                                       | 615.061                                                     | 25,9                                                        | Carmen                                                                                  | 1.214.987                                                                               | 51,2                                                                                    |
| Carmen                                                      | 399.758                                                     | 16,8                                                        | Ana                                                                                     | 807.345                                                                                 | 34,0                                                                                    |
| Josefa                                                      | 283.952                                                     | 12,0                                                        | Isabel                                                                                  | 669.212                                                                                 | 28,2                                                                                    |
| Ana María                                                   | 274.399                                                     | 11,6                                                        | Dolores                                                                                 | 497.066                                                                                 | 20,9                                                                                    |
| Isabel                                                      | 271.166                                                     | 11,4                                                        | Pilar                                                                                   | 465.087                                                                                 | 19,6                                                                                    |
| María Pilar                                                 | 264.633                                                     | 11,1                                                        | Teresa                                                                                  | 418.928                                                                                 | 17,6                                                                                    |
| María Dolores                                               | 261.367                                                     | 11,0                                                        | Josefa                                                                                  | 406.772                                                                                 | 17,1                                                                                    |
| Laura                                                       | 255.616                                                     | 10,8                                                        | Rosa                                                                                    | 400.862                                                                                 | 16,9                                                                                    |
| María Teresa                                                | 253.198                                                     | 10,7                                                        | Cristina                                                                                | 332.177                                                                                 | 14,0                                                                                    |

Die zehn beliebtesten Namen für Neugeborene im Jahr 2015 waren in Spanien (in dieser Reihenfolge): Lucía, María, Martina, Paula, Sofía, Daniela, Alba, Julia, Carla, Sara.

### Männliche Vornamen
Unter den männlichen Vornamen kommen in Spanien die Entsprechungen von Josef (spanisch: José; katalanisch: Josep; galicisch: Xosé; baskisch: Joseba) am häufigsten vor. Etwa 13 % der männlichen Bevölkerung führt diesen Namen (davon etwa ein Viertel allein, der Rest als Bestandteil eines mehrgliedrigen Vornamens, z. B. José Antonio, José Luis usw.).
| Genauer Name (Einfachname oder bestimmte Namenskombination) | Genauer Name (Einfachname oder bestimmte Namenskombination) | Genauer Name (Einfachname oder bestimmte Namenskombination) | Einzelner Name (als Einfachname oder als Bestandteil einer Namenskombination verwendet) | Einzelner Name (als Einfachname oder als Bestandteil einer Namenskombination verwendet) | Einzelner Name (als Einfachname oder als Bestandteil einer Namenskombination verwendet) |
| Name                                                        | Häufigkeit                                                  | Häufigkeit                                                  | Name                                                                                    | Häufigkeit                                                                              | Häufigkeit                                                                              |
| Name                                                        | absolut                                                     | relativ (in ‰)                                              | Name                                                                                    | absolut                                                                                 | relativ (in ‰)                                                                          |
| Antonio                                                     | 690.587                                                     | 30,2                                                        | José                                                                                    | 2.755.501                                                                               | 120,7                                                                                   |
| José                                                        | 610.013                                                     | 26,7                                                        | Antonio                                                                                 | 1.450.216                                                                               | 63,5                                                                                    |
| Manuel                                                      | 600.327                                                     | 26,3                                                        | Juan                                                                                    | 1.326.163                                                                               | 58,1                                                                                    |
| Francisco                                                   | 509.403                                                     | 22,3                                                        | Manuel                                                                                  | 1.293.868                                                                               | 56,7                                                                                    |
| David                                                       | 363.559                                                     | 15,9                                                        | Francisco                                                                               | 1.168.544                                                                               | 51,2                                                                                    |
| Juan                                                        | 353.879                                                     | 15,5                                                        | Luis                                                                                    | 820.603                                                                                 | 35,9                                                                                    |
| José Antonio                                                | 312.257                                                     | 13,7                                                        | Javier                                                                                  | 744.402                                                                                 | 32,6                                                                                    |
| Javier                                                      | 305.475                                                     | 13,4                                                        | Miguel                                                                                  | 705.358                                                                                 | 30,9                                                                                    |
| José Luis                                                   | 296.162                                                     | 13,0                                                        | Ángel                                                                                   | 641.330                                                                                 | 28,1                                                                                    |
| Daniel                                                      | 293.609                                                     | 12,9                                                        | Carlos                                                                                  | 634.363                                                                                 | 27,8                                                                                    |

Die zehn beliebtesten Namen für männliche Neugeborene im Jahr 2015 waren in Spanien (in dieser Reihenfolge): Hugo, Daniel, Pablo, Martín, Alejandro, Adrián, Álvaro, David, Lucas, Mario.

### Hypokoristika
Viele spanische Vornamen haben eine Kurz- oder Koseform (Hypokoristikum), die im vertrauten Kreis (etwa unter Freunden oder innerhalb der Familie) verwendet wird und in einigen Fällen stark vom eigentlichen Namen abweicht. Diese Formen werden zwar im Alltag häufig verwendet, aber – anders als z. B. Heinz, Hans oder Franz im Deutschen – nur selten als Vornamen eingetragen. Diese Namensformen und ihre Gebräuchlichkeit können sich regional und in den verschiedenen spanischsprachigen Ländern stark unterscheiden. Beispiele:
| Vorname                   | Spitzname/Kosename                                     | deutsche Entsprechung |
| ------------------------- | ------------------------------------------------------ | --------------------- |
| Antonio                   | Tuco, Toni, Toño                                       | Anton, Toni           |
| (María) Concepción        | Concha, Conchi, Conchita                               |                       |
| Consuelo                  | Chelo                                                  |                       |
| (María) Dolores           | Lola, Loli                                             |                       |
| Enrique                   | Quique                                                 | Hein, Heinz           |
| Federico                  | Quico, Kiko                                            | Fritz                 |
| Felipa                    | Feli                                                   |                       |
| Felipe                    | Feli, Pipe, Pepo                                       | Fipps                 |
| Francisca                 | Cisca, Paca (diminutiv Paquita), Curra (Andalusien)    | Franzi                |
| Francisco                 | Paco, Pancho, Curro (Andalusien), Quico, Kiko          | Franz, Frank          |
| Gregorio                  | Goyo                                                   |                       |
| Guillermo                 | Guille, Llermo, Yermo, Memo (in Teilen Lateinamerikas) | Willi                 |
| Ignacio                   | Nacho                                                  | Ignaz                 |
| Jesús                     | Chucho, Chus                                           |                       |
| Joaquín                   | Chimo, Quino                                           | Achim, Jochen, Jockel |
| José                      | Pepe, Chepe (in Teilen Lateinamerikas)                 | Jupp, Sepp            |
| Josefa/Josefina           | Pepa, Fina                                             | Fine, Finchen         |
| José María                | Chema, Josema                                          | (Josef Maria)         |
| Juan José                 | Juanjo                                                 | Hajo (Hans-Josef)     |
| Luis                      | Lucho (Chile)                                          | Lutz                  |
| María José / María Josefa | Coté, Mai, Majo, Marijó                                |                       |
| María Luisa               | Meli                                                   |                       |
| María Teresa              | Maite, Mayte                                           |                       |
| Mercedes                  | Merche, Merce                                          |                       |
| (María) Montserrat        | Montse                                                 |                       |
| (María) Rosario           | Charo                                                  |                       |
| Sebastián                 | Chano, Sebas, Tatán (Chile)                            | Wastl, Bastian, Sebi  |

### Regionale Besonderheiten in Spanien
Bei der Wahl der Vornamen existieren ausgeprägte regionale Besonderheiten, insbesondere in den Landesteilen mit einer eigenen Regionalsprache. So lagen etwa in Katalonien und im Baskenland im Jahr 2011 bei den männlichen Neugeborenen ausschließlich katalanische bzw. baskische Vornamen auf den ersten zehn Plätzen, wobei es sich teilweise um die Formen in der jeweiligen Regionalsprache handelt (z. B. katalanisch Martí statt spanisch Martín oder baskisch Mikel statt spanisch Miguel).
Ein weiteres Phänomen sind die auf regionale oder lokale Schutzpatrone zurückgehenden Namen. So kommt der weibliche Vorname Montserrat, der auf die Schutzheilige von Katalonien zurückgeht, in dieser Region fünfmal häufiger vor als im gesamtspanischen Durchschnitt. Der Frauenname Candelaria (zurückgehend auf die Jungfrau von Candelaria) ist in der Provinz Santa Cruz de Tenerife sogar 14-mal häufiger als im gesamtspanischen Durchschnitt.
Auf Antrag des Namensträgers ersetzt der Standesbeamte den spanischen Vornamen durch dessen Entsprechung in einer Regionalsprache oder umgekehrt. Eine Person mit dem spanischen Vornamen José kann also die Umbenennung in Joseba (baskisch), Josep (katalanisch) oder Xosé (galicisch) verlangen. Für den Nachnamen gibt es diesen Anspruch nach gemeinspanischem Recht grundsätzlich nicht. Für dessen Führung kann aber die persönliche Zivilrechtszugehörigkeit zu einem der partikulären Foralrechte ausschlaggebend sein, da einige Foralrechte ein eigenes Personenstandsrecht kennen und für das betreffende Sprachgebiet Wahl- oder Wandlungsmöglichkeiten vorsehen.

## Nachnamen,apellidos

### Namensführung
Ab dem 11. Jahrhundert wurde es in Kastilien üblich, bei adeligen Personen neben dem Rufnamen auch einen Zunamen aufzuzeichnen. Zunächst wurde als Nachname ein Patronym verwendet, bekanntes Beispiel ist der spanische Nationalheld Rodrigo Díaz („El Cid“), dessen Vater Diego (Díaz = „Sohn von Diego“) hieß. Solche Nachnamen wurden unterschiedslos für Frauen wie Männer genutzt, so hieß Rodrigos Ehefrau Jimena Díaz, aber nicht, weil sie mit Rodrigo verheiratet war und seinen Nachnamen übernommen hätte, sondern weil auch ihr Vater zufällig ebenfalls Diego hieß. Der einzige Sohn des Paares hieß Diego Rodríguez (Rodríguez = „Sohn von Rodrigo“).
Heute gelten in Spanien die folgenden Grundsätze:
- Alle Spanier haben zwei Nachnamen.
- Bei der Heirat behalten beide Ehegatten ihre Nachnamen, es gibt keinen gemeinsamen Ehenamen.
- Kinder (gleich ob ehelich oder nichtehelich) erhalten als Nachnamen im Normalfall den ersten Nachnamen des Vaters und den ersten Nachnamen der Mutter.

Die Reihenfolge dieser beiden Namen kann in Spanien neuerdings frei bestimmt werden, war früher aber festgelegt. Die Tradition der zwei Nachnamen stammt aus dem 16. Jahrhundert und wurde mit dem spanischen Personenstandsgesetz von 1870 verpflichtend. Mit dem System sollten vor allem Verwechslungen zwischen Personen mit gleichen Vor- und Nachnamen reduziert werden.
Beispiel:
- Großvater (vät.): José García Pérez

- Großmutter (vät.): María Díaz González

- Vater: Juan García Díaz

- Mutter: María Álvarez Sánchez

- Sohn: Pedro García Álvarez

- Tochter: Carmen García Álvarez

Seit 1999 können Eltern in Spanien bei der Eintragung ihres ersten Kindes in das Personenstandsregister (Registro Civil) gemeinsam beantragen, dass ihre Kinder an erster Stelle den Nachnamen der Mutter und nicht wie traditionell üblich den des Vaters führen sollen. Der erste Nachname des Vaters wird dann zweiter Nachname des Kindes. Alle weiteren Kinder desselben Paares erhalten die gleiche Nachnamenreihung wie das erste. Wenn die Eltern keine Änderung der Reihenfolge der Nachnamen beantragten, galt bislang, dass dann wie gewöhnlich der Nachname des Vaters an die erste Stelle tritt. Seit Juni 2017 gilt dieser Automatismus nicht mehr, nun müssen Eltern eine explizite Wahl treffen. Können sie sich nicht einigen, ist die Reihenfolge schon seit 2013 vom Standesbeamten festzulegen, der sich dabei am Kindeswohl zu orientieren hat. Wird das Kind volljährig, kann es eine Umstellung der Reihenfolge beantragen.
Seit 2007 hat man bei der Einbürgerung nach Spanien einen doppelten Nachnamen anzunehmen. Dies betrifft Bürger aus Ländern, in welchen lediglich der Name eines Elternteils an die Nachkommen weitergegeben wurde. Früher setzte man bei solchen Personen in amtlichen Listen die Abkürzung s/s („sin segundo“) hinter den alleinigen Nachnamen, um kenntlich zu machen, dass die Person keinen zweiten Nachnamen besitzt. Derartige Anpassungen ausländischer Namen an die spanischen Namensgepflogenheiten waren auch in anderen spanischsprachigen Ländern üblich. So erhielten in der Zeit zwischen 1890 und 1914 zahlreiche deutsche Militärberater, Wissenschaftler und andere Deutschchilenen im Verkehr mit chilenischen Stellen einen aus Vaters- und Muttersnamen zusammengesetzten, neuen Nachnamen. Entsprechend hieß der bekannte deutsche Militärreformer Emil Körner in Chile Emilio Körner Henze; Henze war der Mädchenname seiner Mutter.
Im umgekehrten Fall kann ein spanischer apellido nach deutschem Namensrecht nur in seiner vollständigen, zweiteiligen Form zum Ehenamen bestimmt werden. Möchte eine Person mit aus dem spanischen Kulturraum stammenden zweiteiligen Namen allerdings ihrem deutschen Ehenamen den spanischen Geburtsnamen nachstellen, wird dieser Name wie ein deutscher Doppelname behandelt: Seit 1994 kann nur noch ein (frei wählbarer) Namensbestandteil zum Begleitnamen gewählt und dem Ehenamen angefügt werden, da ein durch die Verwendung beider spanischer Nachnamen entstehender mehr als zweiteiliger Kettenname nach deutscher Rechtsprechung nicht mehr gestattet ist.
Alle spanischen Namensregeln gelten auch für nichteheliche Kinder gleichermaßen, sofern die Vaterschaft anerkannt bzw. festgestellt ist. Bei unbekanntem Vater erhielt das Kind früher traditionell den ersten Nachnamen der Mutter doppelt, wodurch „vaterlos“ geborene Personen im gesellschaftlichen Verkehr leicht erkennbar waren. Das führte dazu, dass Menschen, deren Vater und Mutter zufällig denselben ersten Nachnamen hatten, mitunter eine Namensänderung veranlassten, um nicht aufgrund des verdoppelten Namens für „Bastarde“ gehalten zu werden. Heute erhält ein Kind mit unbekanntem Vater in den meisten spanischsprachigen Rechtsordnungen die beiden Nachnamen der Mutter.
In bestimmten Kontexten, etwa im Ausland oder in wissenschaftlichen Veröffentlichungen, verbinden manche Spanier und Lateinamerikaner ihre beiden Nachnamen mit einem Bindestrich, um Verwechslungen mit Vornamen oder Mittelnamen auszuschließen. Es gibt auch spanische Doppelnamen mit Bindestrich, die dann zusammen nur einen der beiden Namensbestandteile bilden. So heißt etwa ein ehemaliger spanischer Justizminister Alberto Ruiz-Gallardón Jiménez, wobei Ruiz-Gallardón der erste und Jiménez der zweite Nachname ist. Der spanische Ministerpräsident Pedro Sánchez heißt mit Muttersnamen Pérez-Castejón.
Früher war es auch in Spanien üblich, dass verheiratete Frauen, besonders Witwen, ihrem eigenen Vatersnamen den ersten Nachnamen des Ehemannes mit de („von“) anfügten, wobei der eigene Muttersname (zweiter Nachname) der Frau meistens wegfällt. Im obigen Beispiel hieße das für die Frau: María Álvarez de García. Diese Praxis hat sich in zahlreichen lateinamerikanischen Namensrechtsordnungen erhalten.
Nach heutigem spanischen Recht kann beantragt werden, dem ersten Nachnamen ein de voranzustellen, wenn dieser gleichzeitig ein geläufiger Vorname ist (z. B. José de Martín González statt José Martín González). Die Partikel hat hier die Funktion, anzuzeigen, wo der Nachname beginnt. Auch diese Regelung geht auf alte, aus der Frühneuzeit stammende Schreibgebräuche zurück.
Weiter kann ein y („und“) zwischen die beiden Nachnamen gesetzt werden. In standesamtlichen Urkunden wurde und wird diese Partikel in Spanien immer gesetzt, aber im Alltag außerhalb des Adels praktisch nie verwendet. Anders als für spanische Namen ist dies für katalanische Namen auch im bürgerlichen Gebrauch üblich, sodass bei katalanischer Namensschreibweise immer ein i („und“ auf Katalanisch) zwischen den ersten und den zweiten Nachnamen tritt.
Die Nachnamensführung ist in den meisten spanischsprachigen Ländern sehr ähnlich geregelt, überall gibt es traditionell zwei Nachnamen. Eine Ausnahme ist Argentinien, dessen Namensrecht aufgrund der starken italienischen Einwanderung von italienischen Gebräuchen beeinflusst ist und wo der Nachname des Vaters dominiert. Ähnliche Namenssysteme herrschen auch in lusophonen Ländern, wobei hier häufig mehr als nur zwei Nachnamen (in Portugal maximal vier) verwendet werden.

### Nachnamen mit Endung auf -ez, -és, -iz, -az, -oz
Von den zehn häufigsten Nachnamen in Spanien im Jahre 2017 haben acht das patronymische Suffix -ez (die zehn Namen sind: García, López, Pérez, González, Sánchez, Martínez, Rodríguez, Fernández, Gómez, Martín).
Die ursprüngliche Bedeutung der meisten spanischen Nachnamen, die auf -ez enden (eine Ausnahme ist z. B. Chávez), ist „Sohn von“ (Patronym), ein ähnliches Phänomen wie bei nordischen Namen wie Peters oder Petersen. Somit bedeutet Pérez „Sohn von Pe(d)ro“, Sánchez „Sohn von Sancho“, Álvarez „Sohn von Álvaro“ usw. Auch Namen mit der Endung -és, -iz, -az und -oz haben oft diese Funktion, z. B. Garcés („Sohn von García“), Ruiz („Sohn von Ruy“, eine Kurzform für „Rodrigo“), dgl. Díaz von Diego (Tiago = Santiago = Jakob), Muñoz von Muño usw.
Dass es sich bei diesen Namen um patronymisch gebildete Zunamen handelt, ist in der Wissenschaft unbestritten. Zur genauen Herkunft gibt es allerdings verschiedene Hypothesen. Eine besagt, dass das Phänomen auf die Herrschaft der Westgoten auf der iberischen Halbinsel in der Spätantike zurückgeht. Auch Vornamen wie Rodrigo (Roderich) oder Álvaro (Halvar) und deren Patronyme Rodríguez („Roderichs Sohn“) und Álvarez („Halvars Sohn“), zwei der häufigsten spanischen Nachnamen, stammen aus dem Gotischen. Nach einer anderen Theorie geht die Praxis auf die Römer zurück, welche in offiziellen Dokumenten und Inschriften oft den Vornamen des Vaters ihrem Namen hinzufügten (z. B. Marci filius, Sohn des Marcus, abgekürzt M. f.), aber nicht zusammenzogen.
Aufgrund der Regeln für die Akzentsetzung im modernen Spanischen tragen solche Namen einen Akut auf der betonten, in der Regel vorletzten Silbe (Díaz, Hernández, Rodríguez etc.), da nach heutigen Betonungsregeln ansonsten die letzte Silbe betont werden müsste. Bei Ableitungen von einem selbst schon unregelmäßig betonten Namen wird die Betonung und Akzentsetzung aus dem Ursprungsnamen beibehalten (z. B. Álvarez = „Sohn von Álvaro“).

### Häufigste Nachnamen
Die 14 häufigsten Nachnamen sind sämtlich patronymischen Ursprungs (die meisten mit Endung auf -ez). Es sind in dieser Reihenfolge: García, González, Rodríguez, Fernández, López, Martínez, Sánchez, Pérez, Gómez, Martín, Jiménez, Ruiz, Hernández und Díaz. Über ein Drittel der Bevölkerung Spaniens trägt wenigstens einen dieser Namen.

### Nachnamen baskischer Herkunft
Anders als bei den spanischen (kastilischen) Nachnamen sind die häufigsten Namen baskischer Herkunft Wohnstättennamen, so etwa Agirre (spanische Schreibweise: Aguirre, Bedeutung: Feld/offene Fläche) oder Larrañaga („Tennen“). Diese sind oft aus zwei oder mehreren Bestandteilen zusammengesetzt, z. B.: Goikoetxea (spanisch: Goicoechea, „oberes Haus“), Etxebarria (Echebarría, „neues Haus“), Agirrezabal (Aguirrezabal, „weites Feld“), Garmendia („Farn-Berg“), Uriarte („zwischen den Städten“), Uribe („Unterstadt“), Uribelarrea („Weide unterhalb der Stadt“), Uribeetxebarria (Uribeechebarría, „neues Haus in der Unterstadt“).

### Expósito
In früheren Zeiten erhielten Kinder unbekannter Abstammung, die ausgesetzt aufgefunden wurden, den Nachnamen „Expósito“ (übersetzt: „ausgesetzt“). Da dieser Nachname als diskriminierend empfunden wird, kann seine Änderung noch heute unter erleichterten Voraussetzungen erfolgen. Die katalanische Entsprechung ist der Nachname Deulofeu (übersetzt: „Gott hat ihn gemacht“).

### Orthographische Korrektur
Auf Antrag sind in der jeweiligen Sprache falsch eingetragene Nachnamen durch die korrekte Form zu ersetzen. Wer also mit dem katalanischen Nachnamen Marti eingetragen ist, kann dessen Änderung in die orthographisch korrekte Schreibweise Martí (mit Akzent auf dem i) verlangen. Es besteht jedoch nach gemeinspanischem Namensrecht kein Anspruch auf Übersetzung des Nachnamens in eine andere spanische Amtssprache, also etwa eine Ersetzung des spanischen Nachnamens Martín durch dessen katalanische Version Martí oder von Etxebarria (baskisch: „neues Haus“) durch Casanueva (spanisch: „neues Haus“) oder umgekehrt. Foralrechtliche Sonderregelungen für bestimmte historische Gebiete haben aber dazu geführt, dass derartige Namensübersetzungen dennoch seit langem vorkommen.